# Volvo Buses
Volvo Buses est la division d'autobus et d'autocars du groupe AB Volvo.

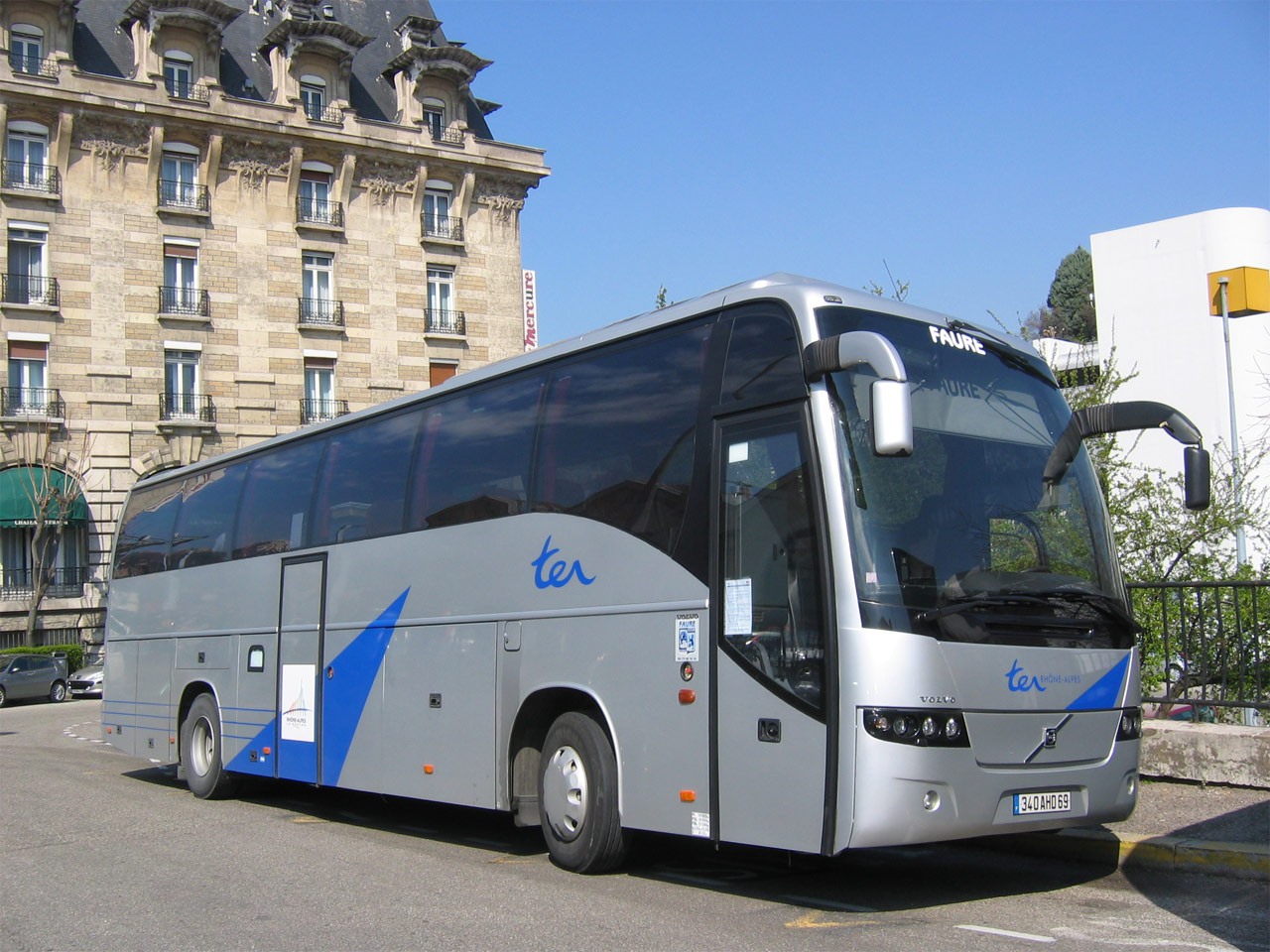
Volvo 9700.

## Produits
- Volvo 7000
- Volvo 7700
- Volvo 7900
- Volvo 9900

Le groupe AB Volvo regroupe les marques Renault Trucks, Mack Trucks Inc., Volvo Trucks, Volvo Penta, Prévost Car et UD Trucks, et dont Volvo Buses.